# Zungaro
Zungaro (Зунгаро) — рід прісноводних риб родини пласкоголові соми ряду сомоподібні. Має 2 види. Назва походить від місцевої назви пласкоголових сомів. Інша назва «сом-жаба».

## Опис
Загальна довжина представників цього роду становить 1,4 м при середній вазі у 50 кг. Голова велика, широка, сплощена зверху. Морда округла. Очі помірного розміру, розташовані у передній частині голови. Є 3 пари вусів, з яких найдовшими є вуси на верхній щелепі. Тулуб подовжений, масивний, сплощений зверху. Спинний плавець невеличкий, з розгалуженими променями. Грудні плавці довгі, широкі. Черевні плавці невеличкі. Жировий плавець увігнутий уперед, невеличкий. Анальний плавець поступається останньому. Хвостовий плавець короткий, усічений.
Забарвлення піщано-жовтого або сіро-зеленого забарвлення у верхній частині. Нижня частина і черево значно світліші. Плавці темно-коричневі або чорні.

## Спосіб життя
Це демерсальні риби. Зустрічаються в основних гирлах річок з помірною течією і мулистим та глинястим дном. Полюють ночами. Живляться рибою і великими ракоподібними. У пошуках здобичі здійснюють міграцію.
Статева зрілість настає при досягненні ваги у 10 кг. Нереститься в гирлах річок, у каламутній воді.

## Розповсюдження
Мешкають у басейнах річок Амазонка, Оріноко, Парана, Ла-Плата і Парагвай: у межах Колумбії, Венесуели, Гаяни, Суринаму, Бразилії, Еквадору, Перу, Болівії, Аргентини.

## Види
- Zungaro jahu
- Zungaro zungaro